# Canadá en los Juegos Olímpicos de Tokio 1964
Canadá estuvo representado en los Juegos Olímpicos de Tokio 1964 por un total de 115 deportistas que compitieron en 16 deportes.  
El portador de la bandera en la ceremonia de apertura fue el tirador Gil Boa.

## Medallistas
El equipo olímpico canadiense obtuvo las siguientes medallas:
| Nombre                          | Deporte   | Competición             |
| ------------------------------- | --------- | ----------------------- |
| Oro                             |           |                         |
| Roger Jackson George Hungerford | Remo      | Dos sin timonel (M2-) M |
| Plata                           |           |                         |
| Bill Crothers                   | Atletismo | 800 m M                 |
| Douglas Rogers                  | Judo      | +80 kg M                |
| Bronce                          |           |                         |
| Harry Jerome                    | Atletismo | 100 m M                 |